# Cere (Sveta Nedelja)
Cere is een plaats in de gemeente Sveta Nedelja in de Kroatische provincie Istrië. De plaats telt 32 inwoners (2001).